# アドバンテージサーバー
株式会社アドバンテージサーバーは、日本の出版社。
日本教職員組合の出版部の事業を引き継ぐ形で1991年11月15日に創立された。教職員をサポートするための書籍、教職員の教育実践の記録等を多数出版している。

## 会社概要
- 本社所在地 ： 〒101-0003　東京都千代田区一ツ橋2-6-2　日本教育会館
- 資本金 ： 2,500万円

## 現在の主な出版内容
- 『月刊ＪＴＵ』（日本教職員組合の月刊ペーパー。組織外からの購入もできる。）
- 季刊誌『教育と文化』（2020年、第100号で休刊中。）
- 月刊誌『教育評論』
- 『日教組60年―ゆたかな学びを求めて』（2007年、ISBN 9784901927451）
- 『日本の教育』（日本教職員組合の教育研究全国集会』の報告集。年一回刊行。）